# Macrosiphum doronicicola
Macrosiphum doronicicola är en insektsart. Macrosiphum doronicicola ingår i släktet Macrosiphum och familjen långrörsbladlöss. Inga underarter finns listade i Catalogue of Life.